# Heinrich Götz (Fotograf)

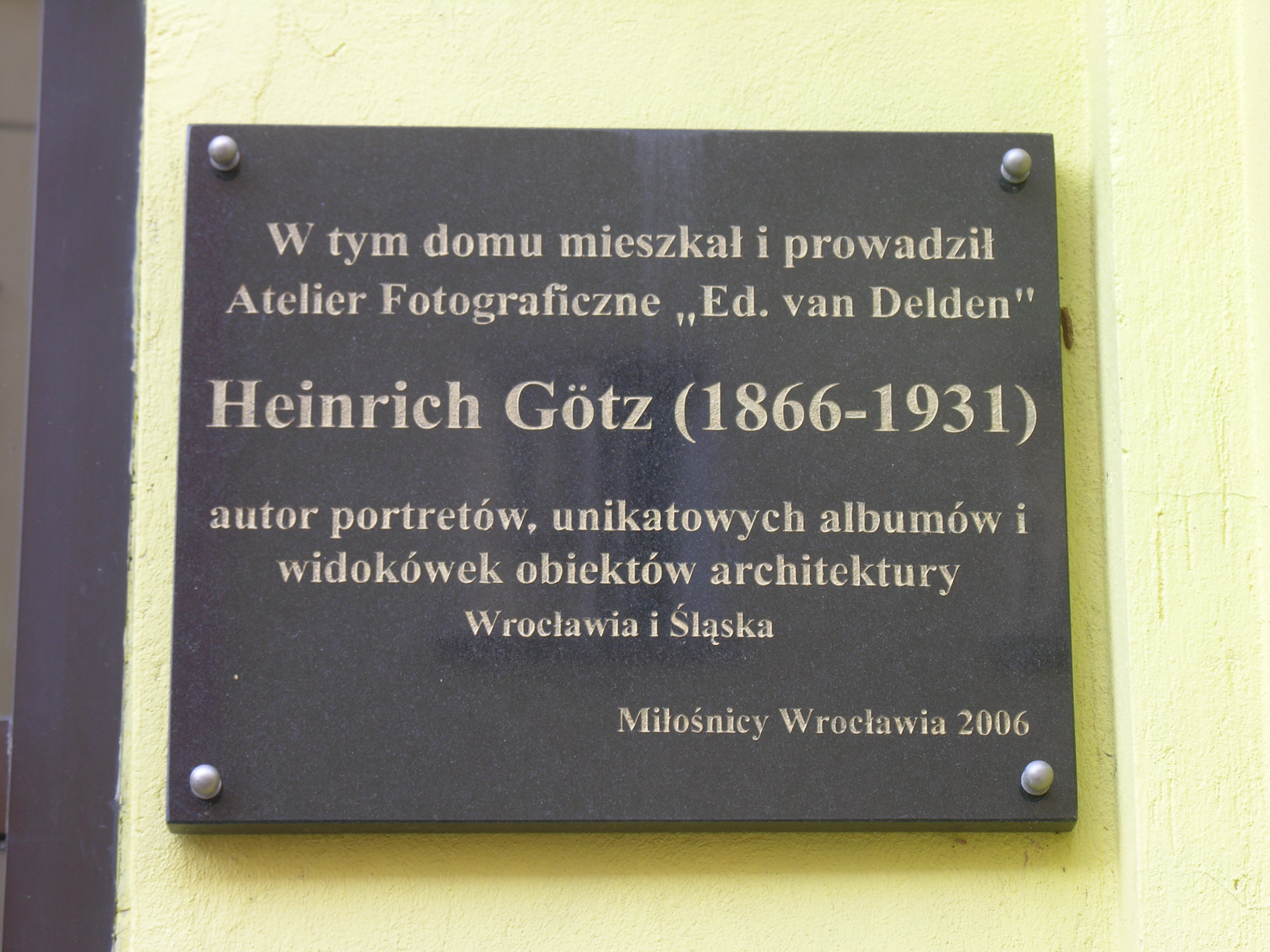
Gedenktafel in Breslau

Heinrich Götz (* 1866; † 1931) war ein deutscher Fotograf. Seine Wirkungsstätte war das schlesische Breslau. Dort war er Inhaber des Ateliers Eduard von Delden. Götz war Porträt- und Architekturfotograf und schuf zahlreiche fotografische Zeitdokumente der Stadt Breslau, die in diversen Büchern und Zeitschriften veröffentlicht wurden. Für die Stadt und das städtische Bauamt dokumentierte er neuerrichtete Bauwerke.

## Leben und Wirken
Götz wurde in den 1890er Jahren bei Carl Dauthendey in Würzburg ausgebildet. 1902 wurde Götz Mitarbeiter des Foto-Ateliers Eduard van Delden in Breslau. 1907 wurde Heinrich Götz Inhaber der Firma. Diese hatte ihren Sitz in der damaligen Gartenstraße, 1910 erfolgte ein Umzug in die heutige ul. Tadeusza Kościuszki 2. Wie sein Vorgänger Eduard van Delden war er Mitglied bei den Freimaurern, seinen Aufnahmegesuch reichte er 1907 ein. Von 1903 bis 1920 war Götz Vorsitzender eines schlesischen Fotografenbundes.
Götz bildete die Fotografin Grete Leistikow (1893–1989) aus.

## Werke

### Bibliografie
- Schlesische Kirchen
  - Band 1. Breslauer Kirchen (1926)
  - Band 2. Schlesische Stadt- und Ordenskirchen
  - Band 3. Schlesische Dorfkirchen

### Fotografien (Auswahl)

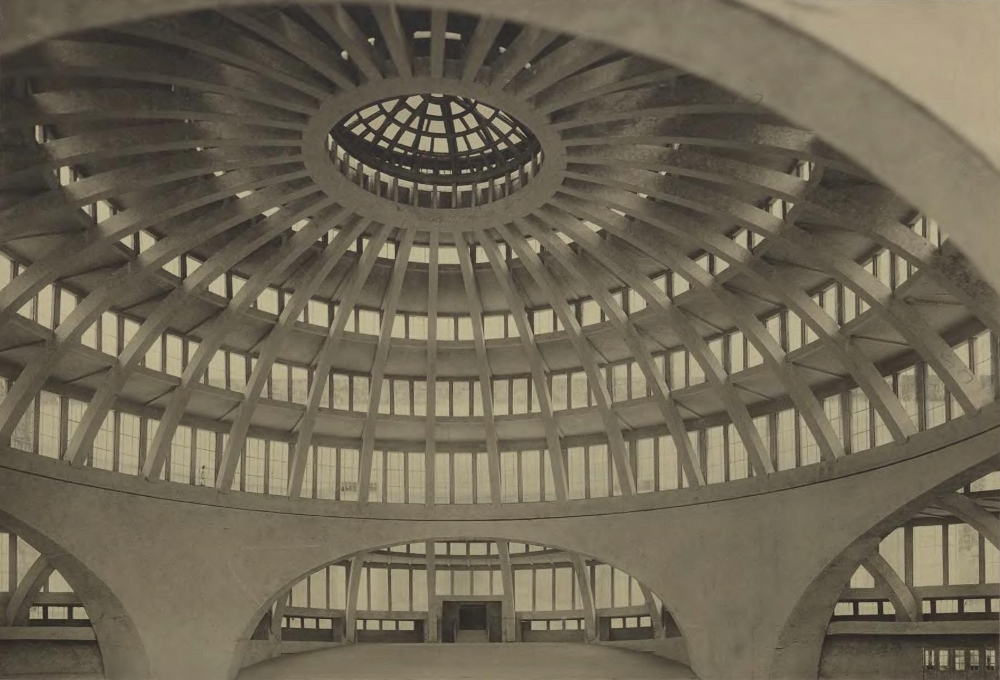
Jahrhunderthalle in Breslau
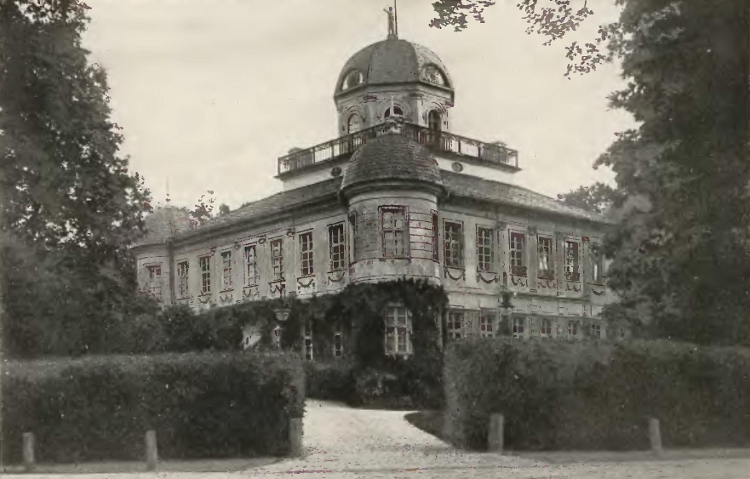
Schloss Bad Carlsruhe
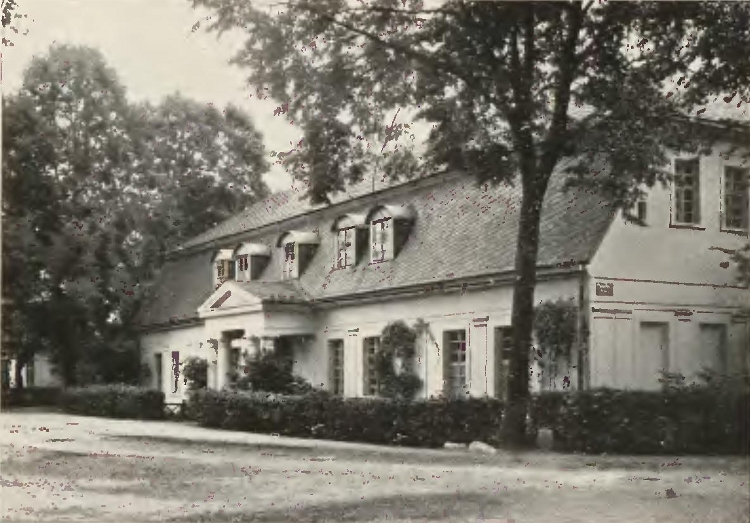
Kavaliershaus in Bad Carlsruhe
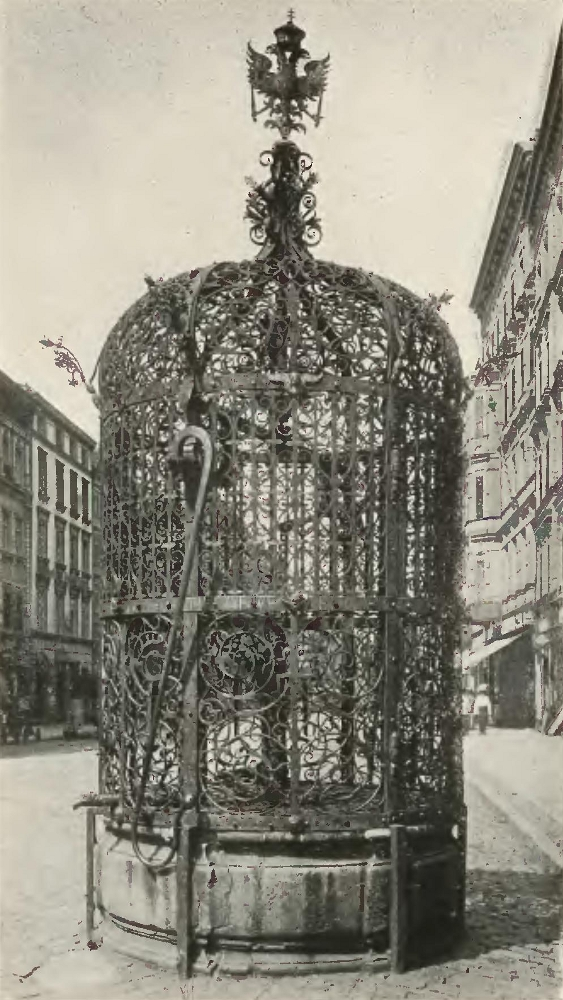
Der Schöne Brunnen in Neisse